# Stagneliusskolan
Stagneliusskolan, är en anrik gymnasieskola vid Fredriksskansgatan 5 i Kalmar med cirka 1100 elever och som ingår i Kalmarsunds gymnasieförbund. Skolan var före 1966 Kalmar högre allmänna läroverk.
Skolan är uppkallad efter skalden Erik Johan Stagnelius. Han var son till biskopen Magnus Stagnelius i Kalmar men har aldrig varit elev vid Stagneliusskolan.
Skolan är belägen i centrala Kalmar, nära Fredriksskans IP. Den imposanta byggnaden med två flyglar och fristående gymnastiksal är ett dominerande inslag i stadsbilden vid kanalen.
Huvudbyggnaden är ritad av Ragnar Östberg och byggd 1933. En freskomålning i trapphuset är målad av Prins Eugén. Ovanför huvudentrén står ett Jesus-citat från Bibeln: ”Sanningen skall göra eder fria” (Joh 8:32). Den stora aulan, med inbyggd orgel, har takmålningar av Einar Forseth med motiv ur Kalmars historia och har ofta använts som konsertsal. Här har bland andra den ryskfödde pianisten Vladimir Asjkenazi gett konsert.

## Program
På Stagneliusskolan erbjuds flera olika program. Skolan har följande program: Ekonomiprogrammet, Handels- och administrationsprogrammet, Idrottsutbildning ( Nationell godkänd idrottsutbildning NIU) och Samhällsvetenskapsprogrammet.

### Högskoleförberedande program
- Ekonomiprogrammet
  - inriktning ekonomi
  - inriktning juridik
- Samhällsvetenskapliga programmet
  - inriktning beteendevetenskap
  - inriktning media
  - inriktning samhällsvetenskap

Inom inriktningen beteendevetenskap ryms även profilerna "idrott och ledarskap" samt "räddning och säkerhet".
Det finns möjlighet att på ekonomiprogrammet med inriktning ekonomi samt samhällsvetenskapliga programmet med inriktning beteende läsa NIU innebandy eller NIU fotboll.

### Yrkesprogram
- Försäljning och serviceprogrammet

### Resursenhet för elever med diagnos inom autismspektrum
- Samhällsvetenskapliga programmet
- Inriktning media
- Individuellt alternativ

### Programtillägg
- NIU Fotboll
- NIU Innebandy
- Idrott och ledarskap
- Räddning och säkerhet
- Idrottsprofil - gäller samtliga program, exempel på idrotter:
  - Fotboll
  - Friidrott
  - Golf
  - Handboll
  - Innebandy
  - Ishockey

## Tidigare elever
Flera politiker har gått i Stagneliusskolan, däribland:
- Erik Slottner (Kd), civilminister från 2022
- Lena Hallengren (S), socialminister 2019–2022.

Ett flertal idrottskvinnor/män har också gått på skolan, bland andra:
- Henrik Rydström, mittfältare och f d lagkapten i Kalmar FF.
- Joakim Haeggman, golfproffs sedan 1989. Hedersmedlem i Kalmar GK
- Kinka Barvestad, är före detta svensk & nordisk mästarinna i värjfäktning samt nått en sextondeplats i VM.[2][3]
- Svante Samuelsson, sportchef och före detta mittfältare i Kalmar FF
- Tobias Carlsson, före detta mittback i Kalmar FF

Bland övriga före detta elever märks:
- Anders Irbäck, professor i Fysik, medlem av Nobelkommittén för Fysik
- Anja Kontor, journalist och programledare för Sveriges Radio, TV4 och Sveriges Television
- Göran Söllscher, klassisk gitarrist och professor som ger konserter runt om i världen
- Lars-Johan Jarnheimer, svensk företagsledare som bland annat varit VD och koncernchef för Tele2
- Mattias Enn, sångare och estradör. Verksam i Stockholm. Sjunger bland annat Zarah Leander
- Mats Trondman, professor i kultursociologi på Linnéuniversitetet i Kalmar, känd för sin barn- och ungdomsforskning
- Robert Fux, skådespelare och anställd på Stockholms Stadsteater
- Thomas Gustafsson, journalist och författare. Korrespondent i Madrid som har skrivit ett flertal fackböcker om Spanien och Kuba
- Ulrika Knutson, journalist, författare, programledare och krönikör
- Per Landin, journalist och fil.dr i litteraturvetenskap
- Henrik Strindberg, tonsättare
- Thomas Stålberg, konstnär och författare
- Pär Svensson, litterär översättare

## Sport

### Rugby
Varje år i november/december sedan år 1968 spelas så kallat Rugby inomhus i Kalmar Sporthall medan den ena sidan har ett sammanslaget lag från Stagneliusskolan och Jenny Nyströmsskolan och den andra sidan är det bara Lars Kaggskolan. Dessa rugbymatcher brukar ses som årets stora händelse och läktarna brukar vara fullsatta. Matcherna spelas i tre perioder och tjejernas och killarnas matcher går "omlott", så att de har paus under varandras perioder.  

### Fotboll
Två gånger har skolans fotbollslag nått finalen i Skol-SM i fotboll, 1917 och 1966. Den första finalen förlorades mot Västerås Läroverk med 2-0 på Stockholms Stadion och den andra vanns på hemmaplanen Fredriksskans mot Tingvallagymnasiet med 7-0. 